# 通用汽车柴油机公司
通用汽车柴油机有限公司（英語：General Motors Diesel, Limited，缩写：GMD）是一家位于加拿大安大略省伦敦的铁路机车制造商，也是美国易安迪公司旗下的全资子公司。

## 历史
1949年，当时世界上最大的柴油机车制造商通用汽车易安迪公司（GM-EMD），在加拿大投资成立了全资子公司通用汽车柴油机有限公司。由于当时加拿大政府对进口商品征收高额关税以保护国内的制造业，因此不仅仅是通用汽车易安迪公司，许多美国企业都在加拿大成立了控股或全资子公司，直接在加拿大建立生产基地以避免进口关税。例如美国机车公司在加拿大拥有蒙特利尔机车厂（MLW），而鲍尔温机车厂以及后来的费尔班克莫尔斯公司，则授权加拿大机车公司（CLC）生产柴油机车。
1950年，通用汽车柴油机有限公司在安大略省伦敦的工厂正式投产，占地面积经过多次扩大最终达到208英亩（842,000平方米），厂区内除了通用汽车柴油机有限公司自己的机车制造部门外，还设有通用汽车柴油机分部旗下的公共汽车、挖土机、军用车辆制造部门。通用汽车柴油机有限公司生产的第一台机车是为多伦多，汉密尔顿和布法罗铁路制造的GP7型柴油机车。这家公司的主要产品是易安迪公司的电力传动柴油机车，除了供应加拿大本土的铁路公司之外也被出口至世界各地。此外，它也曾经试制过少数液力传动柴油机车和交流电力机车。
1969年2月1日，通用汽车柴油机有限公司完成整合通用汽车所有在加拿大的资产后，更名为加拿大通用汽车柴油机分部有限公司（英語：Diesel Division of General Motors of Canada Ltd.）。1980年代，通用电气公司推出的“Dash 8”系列柴油机车，在北美柴油机车市场取得了遥遥领先的优势，使易安迪公司感受到极大的经营压力。当美国和加拿大两国签署的《美加自由贸易协定》在1989年生效以后，易安迪公司决定整合位于加拿大的机车制造部门，并于1991年关闭位于美国伊利诺伊州拉格兰奇的机车组装部门，但拉格兰奇工厂仍然生产柴油机、发电机、牵引电动机等主要零部件。
2005年4月，通用汽车以2.01亿美元将易安迪公司售予两家民营风险投资公司组成的私募基金，分别为伯克希尔合伙公司（Berkshire Partners LLC）和格里玻利亚尔股份集团（Greenbriar Equity Group LLC），完成交易后易安迪公司的英文名称由“Electro-Motive Division”变更为“Electro-Motive Diesel”，而旗下位于加拿大的机车制造部门则更名为“Electro-Motive Canada”。2010年6月，建筑设备制造商卡特彼勒通过全资拥有的领先铁路服务公司，以8.20亿美元的价格从上述的私人股权投资公司收购了易安迪公司。
从2012年初开始，由于加拿大工厂的工人拒绝接受降薪50%和卡特彼勒寻求的其他妥协条件，该厂的450名参与加拿大汽车工人工会（CAW）的员工一直被关在工厂门外。2012年2月初，卡特彼勒公司宣布，由于“此项业务的成本结构是不可持续的，为达成新的具有竞争力的劳资协议而进行的努力未取得成功”，因此决定关闭易安迪公司位于加拿大安大略省的机车制造厂，并将机车制造业务转移到北美洲其他经营成本较低的地区，例如在墨西哥圣路易斯波托西市和美国印第安纳州曼西新建工厂。